# Flashdance (banda sonora)
Flashdance: Original Soundtrack from the Motion Picture es el título del álbum que recopila la banda sonora de la película de 1983 Flashdance, producida por Don Simpson y Jerry Bruckheimer, y protagonizada por Jennifer Beals y Michael Nouri. El álbum tuvo unas ventas superiores a los 20 millones de copias en todo el mundo. En 1984, recibió una nominación a los premios Grammy en la categoría de álbum del año y ganó el Grammy a la mejor banda sonora.
El álbum contiene tres sencillos que aparecen en la película. Dos de estos sencillos, "Flashdance... What a Feeling" de Irene Cara y "Maniac" de Michael Sembello, alcanzaron el número 1 del U.S. Billboard Hot 100. El tema "Romeo" de Donna Summer fue lanzado como vídeo promocional en MTV, previo al lanzamiento de la película, con imágenes de la misma.
El álbum obtuvo un éxito de ventas masivo, llegando a vender 6 millones de copias en Estados Unidos y 1 millón en Japón. Fue certificado disco de oro por la RIAA el 17 de junio de 1983, y disco de multiplatino el 12 de octubre de 1984. Desbancó al álbum Thriller de Michael Jackson tras 17 semanas en el número 1 de Billboard]]. En Japón, el álbum alcanzaría el puesto 11 de las listas de éxitos y sería el álbum más vendido del año 1983.
La música para Flashdance fue seleccionada por el productor Phil Ramone. Numerosas canciones que aparecen en la película no fueron incluidas en el álbum, como "Gloria" de Laura Branigan, "I Love Rock and Roll" de Joan Jett and the Blackhearts y  "Adagio in G Minor" de Tommaso Albinoni. El tema que da título al álbum, "Flashdance... What a Feeling", fue originalmente grabado por Joe Esposito antes de que lo hiciera Irene Cara, pues se pensó en una voz de mujer para resaltar la perspectiva femenina de la película.

## Lista de canciones
| N.º | Título                                         | Duración |  |
| 1.  | «Flashdance... What a Feeling» (Irene Cara)    | 3:53     |  |
| 2.  | «He's a Dream» (Shandi Sinnamon)               | 3:28     |  |
| 3.  | «Love Theme from Flashdance» (Helen St. John)  | 3:27     |  |
| 4.  | «Manhunt» (Karen Kamon)                        | 2:36     |  |
| 5.  | «Lady, Lady, Lady» (Joe Esposito)              | 4:10     |  |
| 6.  | «Imagination» (Laura Branigan)                 | 3:35     |  |
| 7.  | «Romeo» (Donna Summer)                         | 3:13     |  |
| 8.  | «Seduce Me Tonight» (Cycle V)                  | 3:31     |  |
| 9.  | «I'll Be Here Where the Heart Is» (Kim Carnes) | 4:36     |  |
| 10. | «Maniac» (Michael Sembello)                    | 4:04     |  |

## Posicionamiento en listas

### Álbum
| Año  | Lista                                     | Posición |
| ---- | ----------------------------------------- | -------- |
| 1983 | Australian Kent Music Report Albums Chart | 1        |
| 1983 | Austrian Albums Chart                     | 1        |
| 1983 | Japanese Oricon Weekly LP Chart           | 1        |
| 1983 | Norwegian VG-lista Albums Chart           | 1        |
| 1983 | Swedish Albums Chart                      | 1        |
| 1983 | Swiss Albums Chart                        | 1        |
| 1983 | United States Billboard 200               | 1        |
| 1983 | UK Albums Chart                           | 9        |

Sencillos
| Año  | Sencillo                       | Lista             | Posición |
| ---- | ------------------------------ | ----------------- | -------- |
| 1983 | "Flashdance... What a Feeling" | Billboard Hot 100 | 1        |
| 1983 | "Flashdance... What a Feeling" | UK Singles Chart  | 2        |
| 1983 | "Maniac"                       | Billboard Hot 100 | 1        |
| 1983 | "Lady, Lady, Lady"             | Billboard Hot 100 | 86       |